# Shun'e
Shun'e (俊恵?   1113 - ¿1191?) fue un monje budista y poeta japonés que vivió en los años finales de la era Heian. Su padre fue el poeta Minamoto no Toshiyori. 

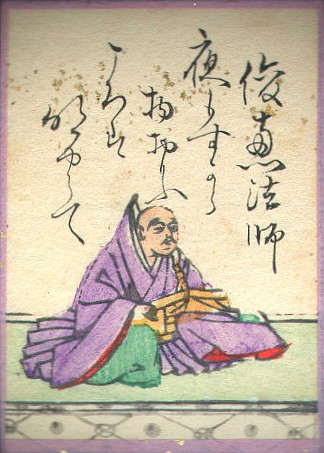
Shun'e, en el Ogura Hyakunin Isshu.

En 1129, luego de la muerte de su padre, se recluyó en el templo Tōdai-ji como monje, también es conocido como Shun'e Hoshi (俊恵法師?). Usó el nombre artístico de Karin'en (歌林苑?) y se reunió con diversos poetas como Fujiwara no Kiyosuke, Minamoto no Yorimasa y con Inpu Mon In no Daifu, entre otros. Participó activamente en los concursos de waka, en los festivales de poesía y en los círculos poéticos.
En la antología imperial Shika Wakashū se encuentran incluidas algunas poesías waka de su autoría. Compiló las antologías Kaenshō (歌苑抄?) y Karinshō (歌林抄?), también hizo una compilación personal en el Rinba Wakashū (林葉和歌集?). Uno de sus poemas fue incluido en la antología Ogura Hyakunin Isshu.